# 大麻止乃豆乃天神社
大麻止乃豆乃天神社（おおまとのつのてんじんしゃ、おおまとのつのあまつかみのやしろ）は、東京都稲城市大丸にある神社。旧社格は郷社。

## 祭神
主殿
- 櫛真智命（くしまちのみこと）

天曽己多智命の父とされる神。『延喜式神名帳』に記載されている大和国十市郡の天香山坐櫛眞命神社（現・天香山神社、奈良県橿原市の天香久山北麓に鎮座）に「元名 大麻等乃智神」との注記があることから、当社も天香山神社と同じ祭神であろうと考えられたものである。江戸時代までは丸宮明神（まるみやみょうじん）と称していたが、これは「麻止乃宮明神」が転じたものという説がある。

## 歴史

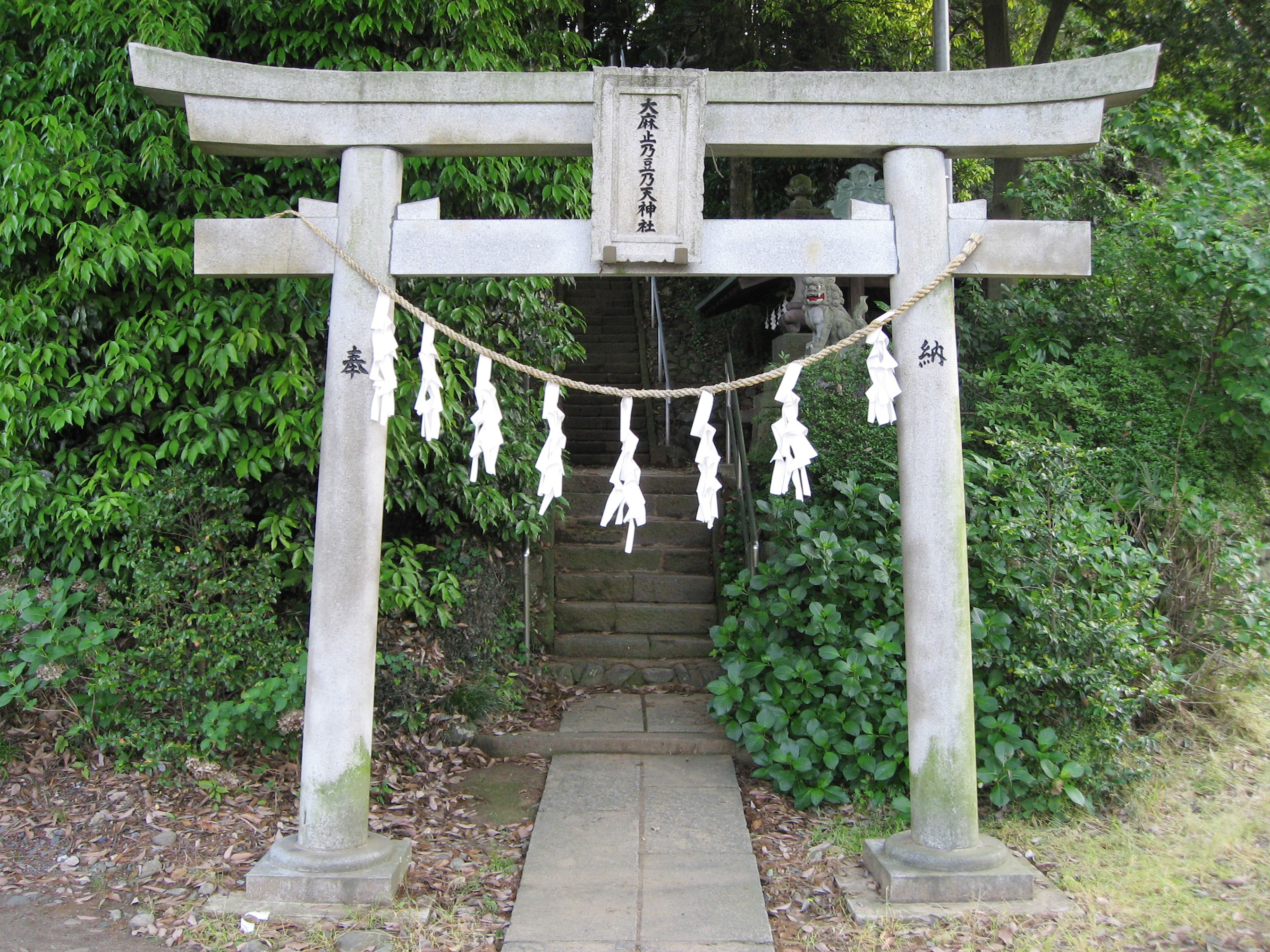
鳥居 (2009年5月)

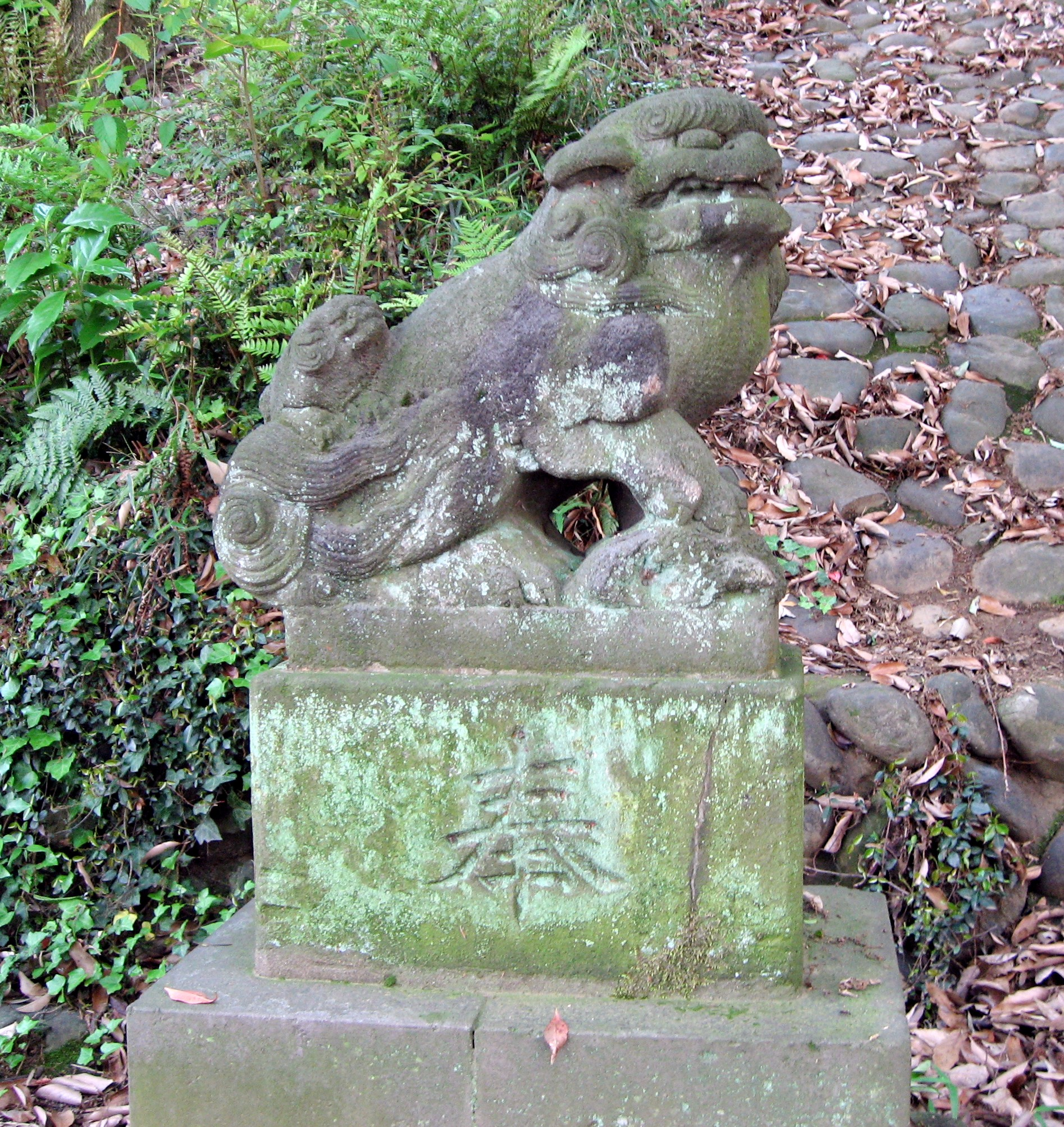
狛犬。「天保十二辛丑年六月吉祥日」（1841年）と彫られている。 (2009年5月)

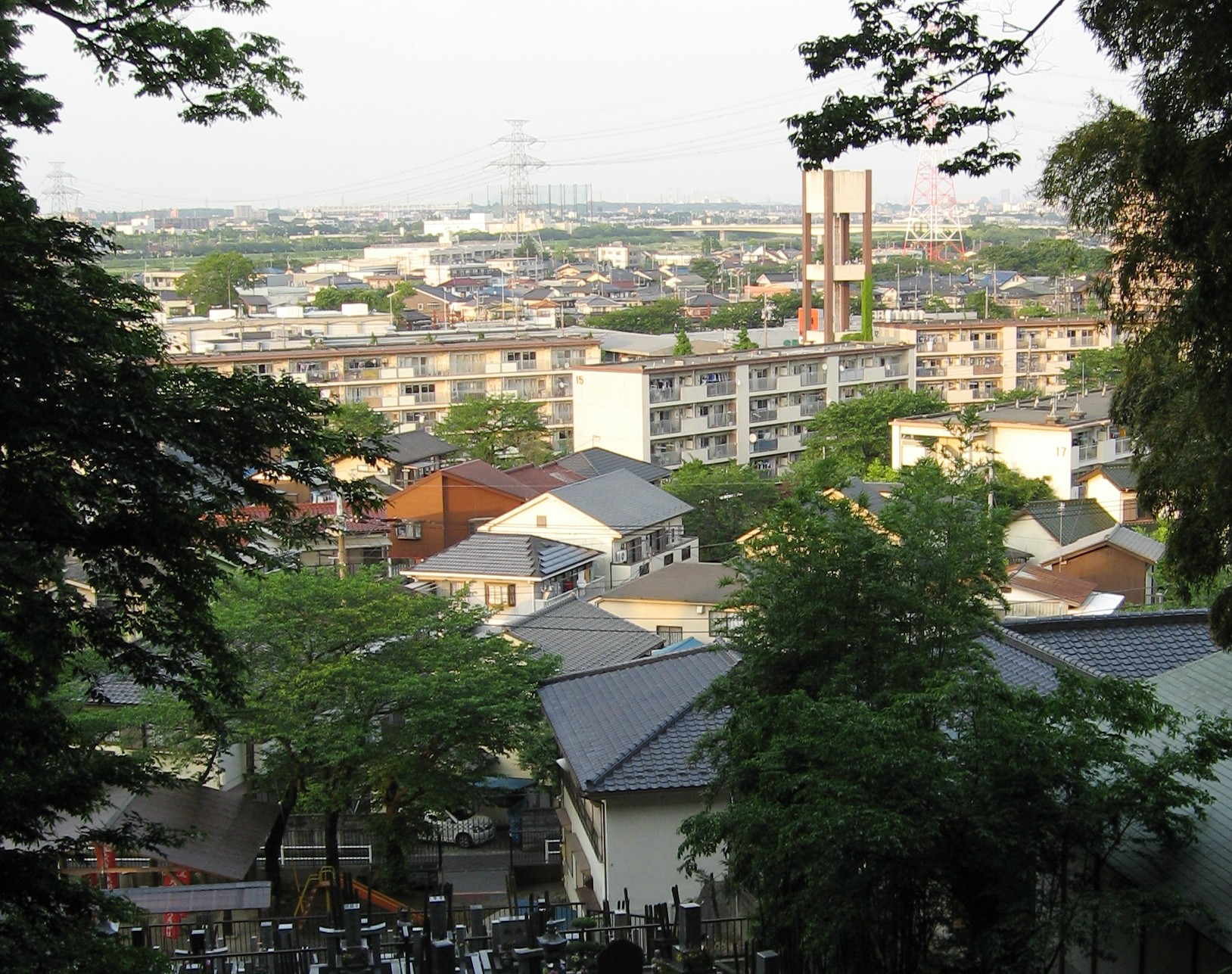
境内からの多摩川中流域の沖積地の眺め。多摩川にかかる稲城大橋が見える。(2009年5月)

ごく小さな社であり由緒ははっきりしないが、『式内社調査報告』では、『延喜式神名帳』に記載される武蔵国多摩郡「大麻止乃豆乃天神社」が当社であるとしている。しかし、式内・大麻止乃豆乃天神社については東京都青梅市の武蔵御嶽神社も論社となっており、明治初年には武蔵御嶽神社が大麻止乃豆乃天神社と称していた。
なお「おおまとのつ」とは「大きく丸い平地にある船着き場」という意味ではないかと考えられている。実際、この神社の神域に隣接する普門禅庵の前の低地の旧地名は「イリガタ」であり、天神山と城山（室町時代の砦の遺構あり）に挟まれた古多摩川の潟湖であった。
この神社が立地する稲城市大丸という地名も、「大きく丸い平地」という意味であるとされるが、この地は古代から多摩川の渡河点の一つ（府中街道と川崎街道がここで合流する）であり、津があったと考えるのは妥当であろう。ちなみに前出の城山も、多摩川の渡河点を押さえる目的で築かれたと考えられている。

## 境内社
秋葉神社
[祭神] 火之迦具土大神
津島神社
[祭神] 建速須佐之男命
[行事] 例大祭（7月海の日）
稲荷神社 × 2社
[祭神] 倉稲魂命
[行事] 初午祭（2月上旬）
白山神社
[祭神] 菊理姫命（くくりひめのみこと）
[祭神] 伊弉諾命（いざなぎのみこと）
[祭神] 伊弉冊命（いざなみのみこと）
神明神社
[祭神] 天照大御神

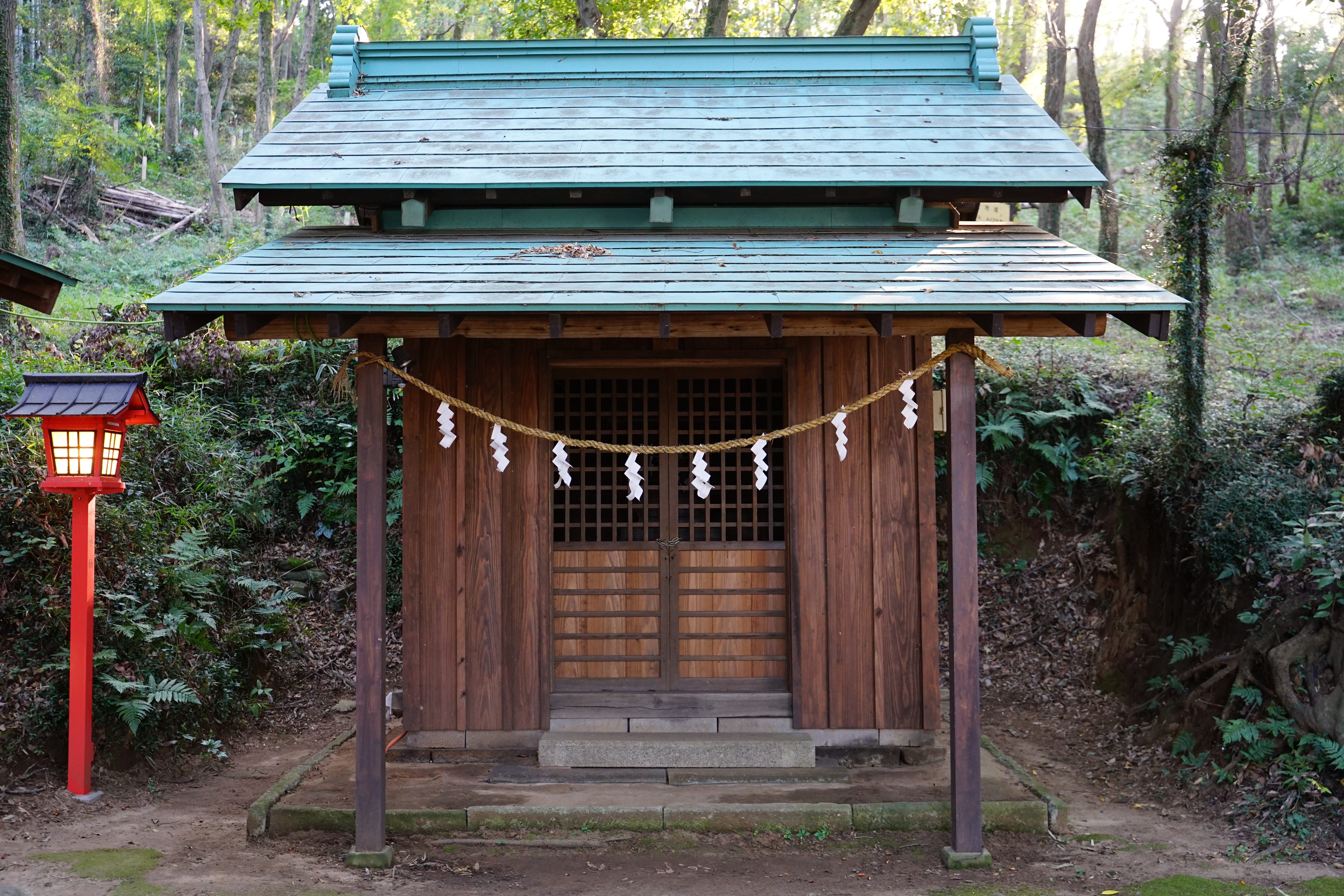
津島神社
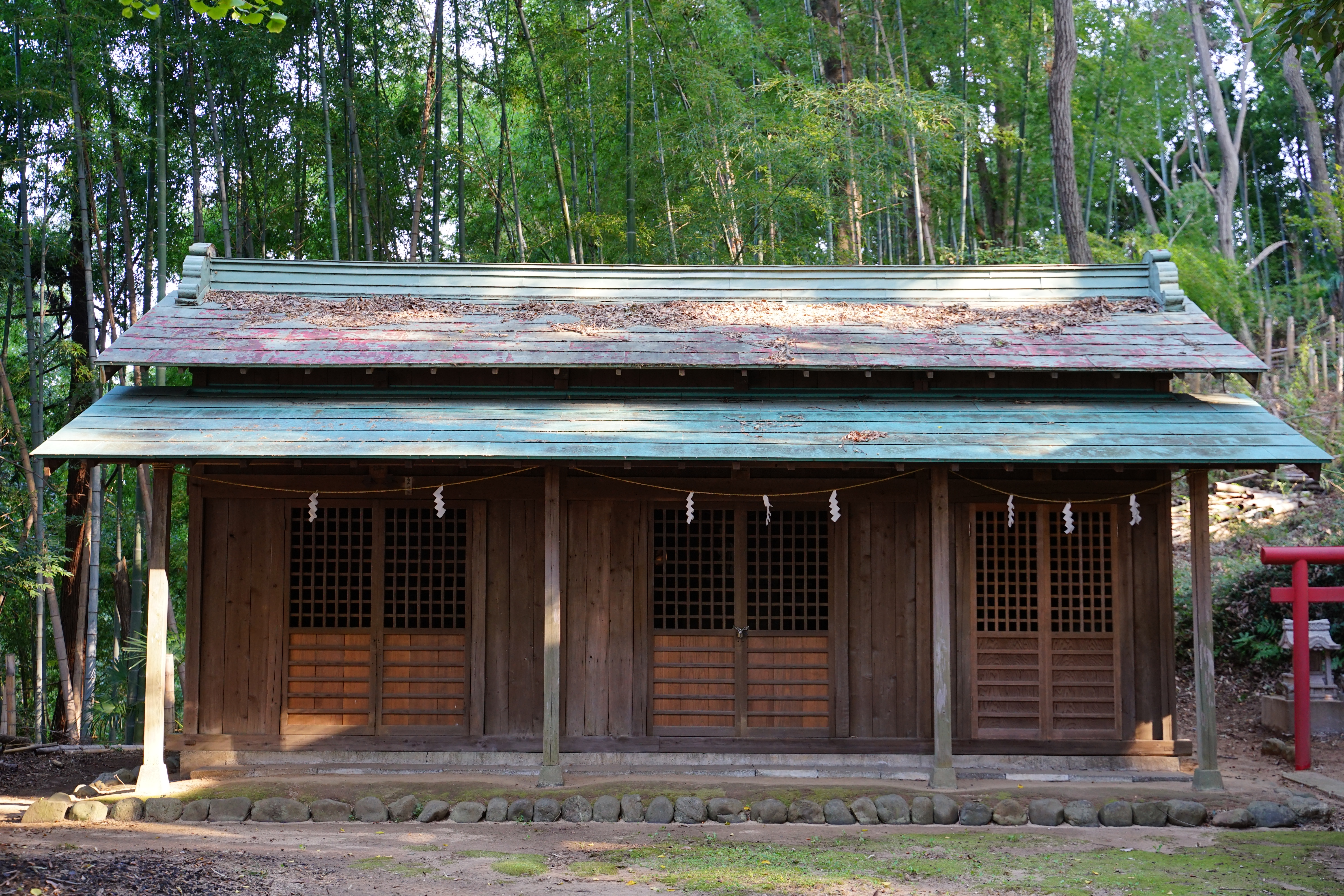
合社殿（白山神社,神明神社,稲荷神社）
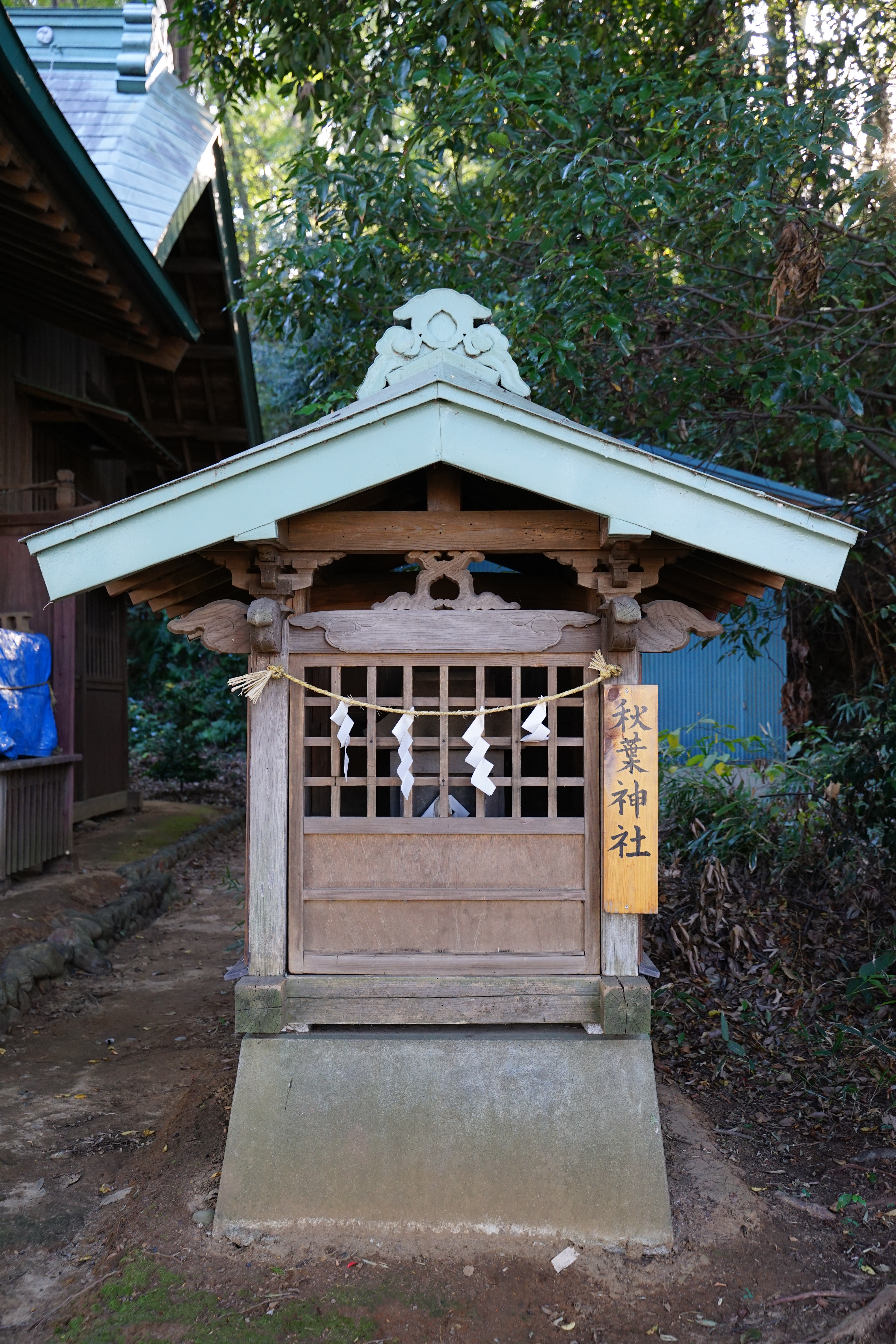
秋葉神社
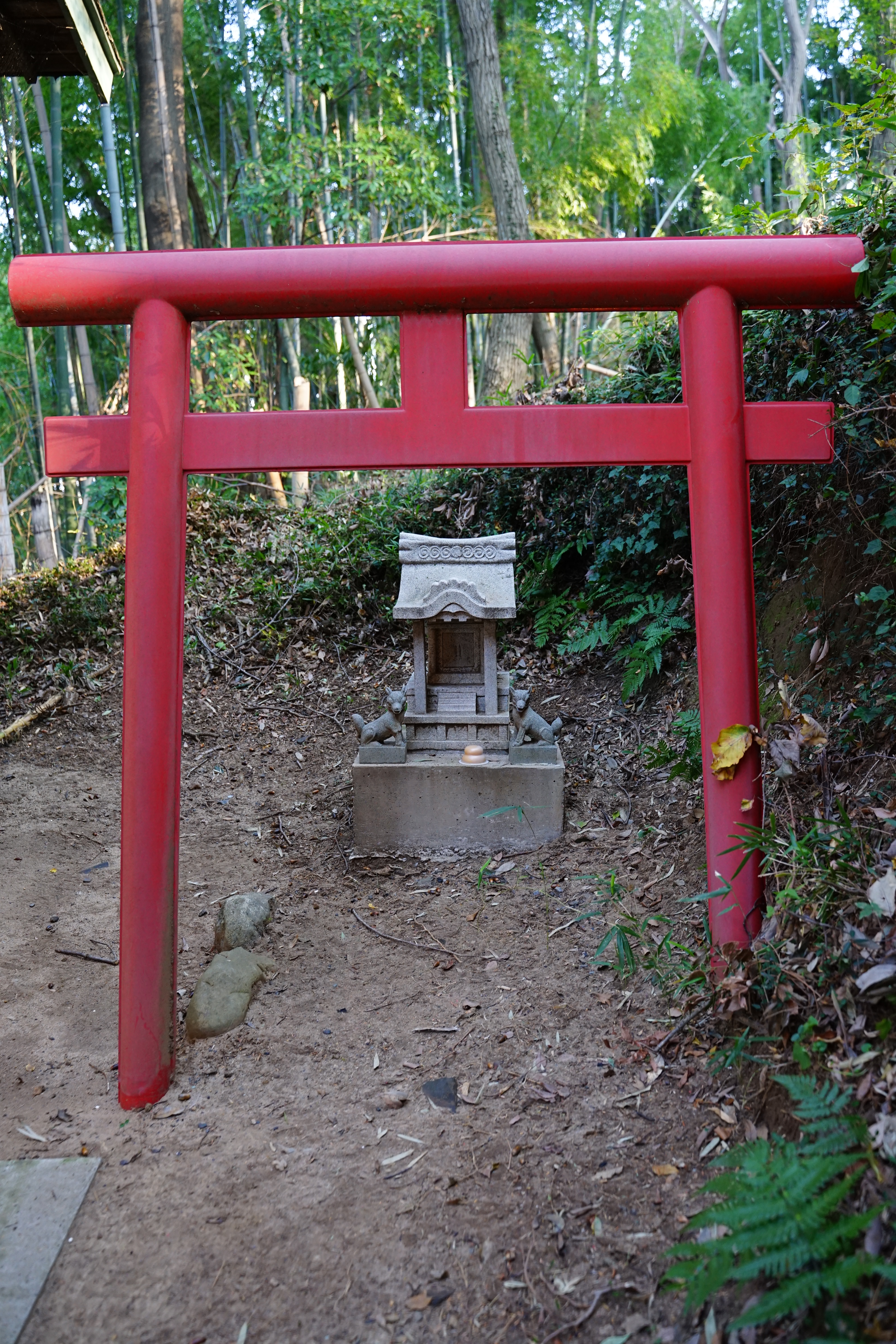
稲荷神社
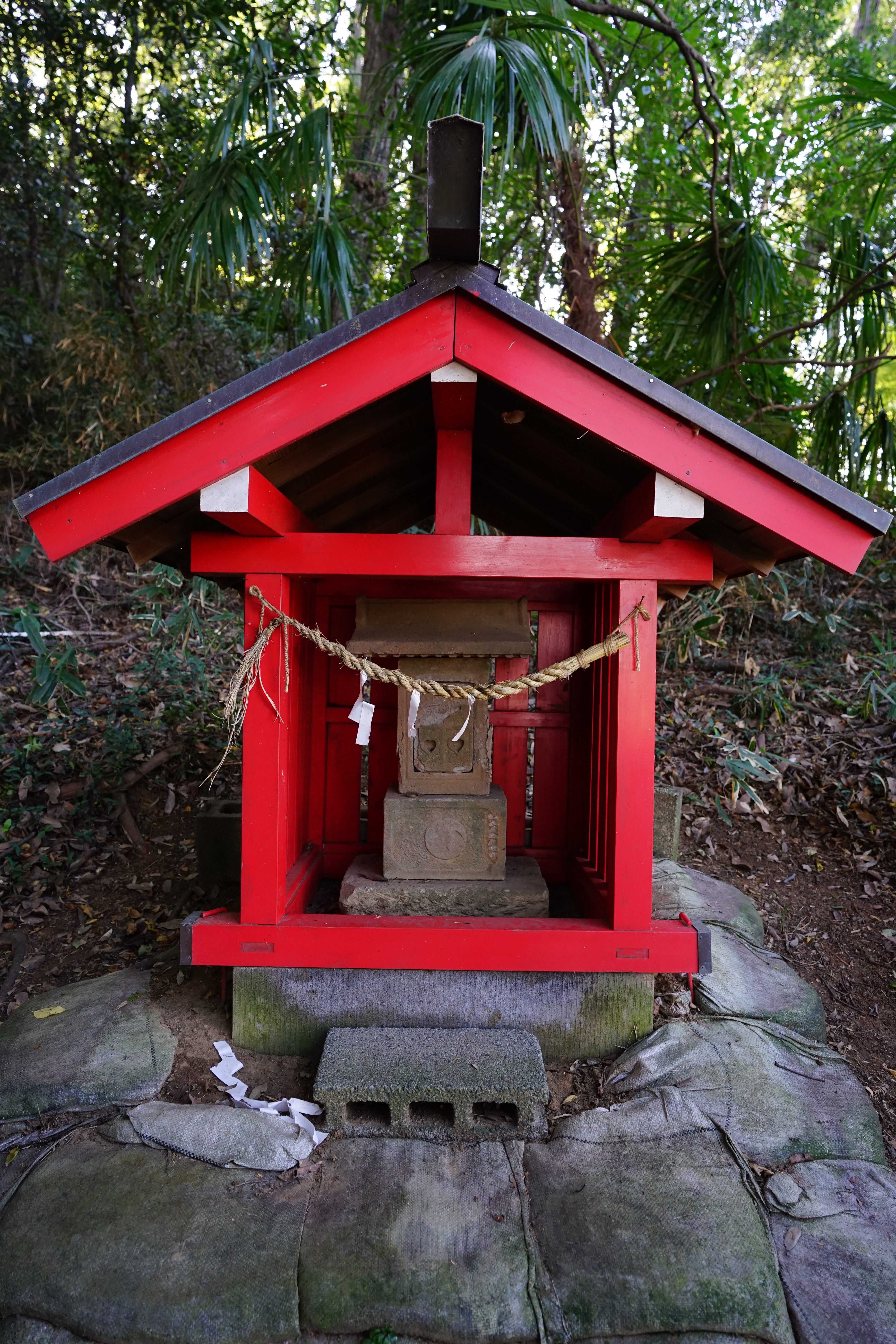
境内社

## 祭事
- 元旦祭 1月1日
- 初午祭 2月上旬
- 津島神社例祭 7月海の日
- 風祭 9月1日
- 大麻止乃豆乃天神社例大祭
  - 宵宮祭 10月第一土曜日
  - 例大祭 10月翌日曜日
- 七五三祝い 11月中旬
- 除夜祭 12月31日深夜

## 現地情報
所在地
- 東京都稲城市大丸847

交通アクセス
- 最寄駅：JR南武線南多摩駅下車後、徒歩約8分（南へ約600m）

周辺
多摩丘陵中部の北辺に位置し、境内からは多摩川中流域の沖積地が一望出来る。境内の裏山はかつては城山と呼ばれ、中世には大丸城という山城が築かれていたが、現在は多摩ニュータウン向陽台住区となっている。参道の両脇には円照寺、直心庵という仏教寺院があり、境内の北側にはやはり普門禅庵という仏教寺院がある。